# Morti nell'87 a.C.
| Questa pagina contiene informazioni ricavate automaticamente dalle voci biografiche con l'ausilio del template Bio e di un bot. L'aggiornamento è periodico e automatico e ricostruisce completamente la pagina. Se manca una persona in questa lista, sei pregato di non aggiungerla, ma accertati piuttosto che la sua voce biografica contenga il template Bio e che i dati anagrafici siano correttamente compilati. Se il template Bio manca, inseriscilo tu stesso o, in alternativa, metti l'avviso {{tmp\|Bio}} che ne segnala la mancanza. Se i dati riportati sono sbagliati, correggi direttamente la voce biografica; le modifiche saranno visibili in questa lista entro pochi giorni. Per chiarimenti vedi il progetto biografie. La lista contiene solo le 10 persone che sono citate nell'enciclopedia e per le quali è stato implementato correttamente il template Bio. Pagina aggiornata al 27 gen 2025. |

- 29 marzo - Han Wudi, imperatore cinese (n. 156 a.C.)
- Ariarate IX di Cappadocia, re macedone antico
- Lucio Cornelio Merula, politico romano
- Publio Licinio Crasso, politico e militare romano
- Gaio Giulio Cesare Strabone Vopisco, politico e letterato romano
- Lucio Giulio Cesare, politico romano
- Quinto Lutazio Catulo, poeta romano
- Gneo Ottavio, politico romano
- Quinto Pompeo Rufo, politico romano
- Gneo Pompeo Strabone, militare romano (n. 135 a.C.)